# Гільєрмо Герреро
Гільєрмо Енріке Герреро Альсівар (ісп. Guillermo Enrique Guerrero; 15 квітня 1985, Катарама) — еквадорський футбольний арбітр. Арбітр ФІФА з 2017.

## Суддівська кар'єра
Герреро є арбітром еквадорської Серії А з лютого 2015 року і вже відсудив понад 150 матчів.
Герреро входить до списку арбітрів ФІФА з 2017 року і судить міжнародні футбольні матчі, включаючи судіство в Кубку Лібертадорес (11 ігор) і Копа Судамерикана (20 ігор).
1 лютого 2020 року Герреро відсудив матч Суперкубка Еквадору 2020 між «Дельфін Спортінг Клуб» і «ЛДУ Кіто» (1-1, 4-5 по пенальті) у Гуаякілі. 8 листопада 2022 року він відсудив фінал Кубка Еквадору 2022 між «Індепендьєнте дель Вальє» та «9 жовтня» (3-1) у Кіто.
Герреро був призначений на Кубок Америки 2019 у Бразилії, але не брав участі в матчах в статусі головного арбітра. На чемпіонаті світу 2019 U-17 у Бразилії Герреро судив груповий матч, матч 1/8 фіналу та півфінал між Мексикою та Нідерландами (1-1, 4-3 по пенальті). Він тричі працював на чемпіонаті Південної Америки U-20 2023 року в Колумбії та судив матчі у чемпіонаті Саудівської Аравії.